# Асен Георгиев (преводач)
Вижте пояснителната страница за други личности с името Асен Георгиев.
Асен Георгиев Георгиев е български преводач от немски и английски език.

## Биография и творчество
Бил е главен редактор на сп. „Арсенал“ след смъртта на основателя му кап. Борислав Илиев, главен редактор на първото българско списание за мотоциклети „Мотомания“ (основател Константин Попов) и за кратко външнополитически редактор във в. „Българска армия“. Понастоящем (февруари 2011 г.) е главен редактор на Издателството на Националната библиотека „Св. св. Кирил и Методий“.
От 2017 г. е пенсионер, а на 11.09.2020 защитава дисертационен труд на тема „Личните дневници в специализирани библиотечни колекции в България. Свидетелствата на Петър Динеков и Борис Делчев“ във Философския факултет на СУ „Св. Климент Охридски“. 
В негов превод на български излизат множество книги, сред които:
- „Взривяването на Русия“, Александър Литвиненко, Юрий Фелштински
- „Двоен агент: Шпионаж и контрашпионаж“, Душко Попов
- „Джакпот“ и „Адвокат под забрана“, Пери О’Шонеси
- „Синята зона“, Андрю Грос
- „Копието на съдбата“, Тревър Рейвънскрофт
- „Мария Магдалина тайната богиня на християнството“, Лин Пикнет
- „В опасност“, Патриша Корнуел
- „Е, хубавице моя…“, Джеймс Хадли Чейс
- „Делта Форс“, Чарли Бекуит, Доналд Нокс
- „Подводницата“, Лотар-Гюнтер Бухайм
- „Последните дни на Хитлер“, Хю Тревър-Ръпър
- „Хитлер без цензура“, Хенри Пикер
- „Третата порта“, Линкълн Чайлд
- „България“, Курт Хауке

За превода си на „Сатанински строфи“ от Салман Рушди получава заедно с издателство „Гуторанов и син“ наградата „Христо Г. Данов“ за преводна художествена литература през 2000 година. През 2002 г. излиза преводът му и на „Среднощни деца“ на Рушди.
Допълнителна информация за работата на А. Георгиев като преводач може да намерите тук: https://plus.cobiss.net/cobiss/bg/bg/conor/3563365 или
https://plus.cobiss.net/cobiss/bg/bg/conor?mode=advanced